# Simone II di Gerusalemme
Simone II o Simeone II (XI secolo – XII secolo) è stato il patriarca di Gerusalemme tra il 1084 e il 1106.

## Patriarcato
Simone fu nominato patriarca greco-ortodosso di Gerusalemme nel 1084. Papa Urbano II gli indirizzò una lettera, esortandolo a riconoscere il primato papale per ottenere la riunificazione delle Chiese cattolica e greco-ortodossa. Il Patriarca ecumenico di Costantinopoli, Nicola III Grammatico, mise in guardia Simone contro l'accettazione dell'offerta del Papa, ricordandogli la dottrina ortodossa sull'Eucaristia, il primato e il Credo niceno. Simeone scrisse un commentario sull'uso del pane azzimo nell'Eucaristia nella Chiesa latina in difesa della pratica ortodossa del pane lievitato. Dopo che gli Artuqidi lo costrinsero all'esilio, si stabilì a Cipro.